# Ляхувка-Мала
Ляхувка-Мала (пол. Lachówka Mała) — село в Польщі, у гміні Залесе Більського повіту Люблінського воєводства. Населення — 103 особи (2011).

## Історія
За даними етнографічної експедиції 1869—1870 років під керівництвом Павла Чубинського, у селі Ляхівка переважно проживали греко-католики, які розмовляли українською мовою.
У 1975—1998 роках село належало до Білопідляського воєводства.

## Демографія
Демографічна структура станом на 31 березня 2011 року:
|          | Загалом | Допрацездатний вік | Працездатний вік | Постпрацездатний вік |
| -------- | ------- | ------------------ | ---------------- | -------------------- |
| Чоловіки | 49      | 12                 | 30               | 7                    |
| Жінки    | 54      | 10                 | 27               | 17                   |
| Разом    | 103     | 22                 | 57               | 24                   |